# 约翰·史密斯 (探险家)
约翰·史密斯（英語：John Smith，1580年1月—1631年6月21日），大英帝國士兵、探险家。他在北美洲建立了第一座永久性英属殖民地詹姆斯镇。